# Blasillo 2da. Sección
Blasillo 2da. Sección är en ort i Mexiko.   Den ligger i kommunen Huimanguillo och delstaten Tabasco, i den sydöstra delen av landet, 600 km öster om huvudstaden Mexico City. Blasillo 2da. Sección ligger 11 meter över havet och antalet invånare är 943.
Terrängen runt Blasillo 2da. Sección är mycket platt. Runt Blasillo 2da. Sección är det ganska tätbefolkat, med 67 invånare per kvadratkilometer. Närmaste större samhälle är Villa la Venta, 11,6 km väster om Blasillo 2da. Sección. Trakten runt Blasillo 2da. Sección består till största delen av jordbruksmark.